# Табиншветхи
Табиншветхи (бирм. တပင်ရွှေထီး; 16 апреля 1516, Таунгу — 30 апреля 1550, там же) — бирманский правитель. Создатель второй бирманской империи.

## Биография
Сын правителя Минджиньёу из первой династии Таунгу и его наложницы Хин Оо. Учился воинскому искусству: прошел обучение боевым искусствам, верховой езде, езде на слонах и военной стратегии. В 1525 году участвовал в обороне столицы от войск Нарапати II, правителя Авы. В дальнейшем всё чаще привлекался отцом в военные и политические делам. В ноябре 1530 г. после смерти отца наследовал власть. Получил от отца княжество, население которого постоянно пополнялось за счёт потока мьянманцев, спасавшихся от шанов и стремившихся отвоевать у последних свои родные места на центральных равнинах Мьянмы. Пытался объединить территорию феодально раздробленной Бирмы. Первым объектом его завоевательных походов стало монское государство Хантавади.
В 1535 году Табиншветхи во главе большой армии, к которой присоединились многие мьянманские феодалы со своими отрядами, быстрым манёвром овладел западной частью дельты Иравади, а затем осадил монскую столицу Пегу в Нижнем Бирме. Город защищался целых четыре года, и был захвачен только в результате интриг. К 1541 году покорение Хантавади было завершено. Затем завоевал центральные районы страны.
Чтобы консолидировать завоёванные южные территории, Табиншветхи трижды проводил ритуал своей коронации. В первый раз, в 1541 году, он короновался в Пегу, после покорения южной Мьянмы, а во второй раз — в 1542 году, в Пагане, в соответствии с мьянманскими традициями. В 1546 году, желая продемонстрировать единство своего государства, Табиншветхи короновался в третий раз, соблюдая и мьянманский, и монский ритуалы, в Пегу, объявленном столицей новой империи. Чтобы привлечь монов на свою сторону, он не только уравнял моном и мьянманцев в правах, но и оставил в прежних владениях и на постах монских сановников, и даже сам носил причёску и одежду по монскому образцу.
Стремясь заложить стратегическую экономическую основу государства, Табиншветхи попытался в 1546 году захватить лежащее на западе араканское государство Мьяу-У, а в следующем году — лежавшее восточнее государство Аютия. Однако обе кампании были неудачными. Царь был морально сломлен повторяющимися неудачами, и отошёл от дел. Неудачные военные походы в Сиам (с 1548) ухудшили положение покорённых народов, особенно пограничных с Сиамом монов. Вскоре он был убит восставшими монами.